# Brevipalpus mexicanus
Brevipalpus mexicanus är en spindeldjursart som beskrevs av Baker och James P. Tuttle 1987. Brevipalpus mexicanus ingår i släktet Brevipalpus och familjen Tenuipalpidae. Inga underarter finns listade.